# قسم غويجة بل الريفي (مقاطعة أهر)
قسم غويجة بل الریفي (بالفارسية: دهستان گویجه‌بل) هي منطقة سكنية تقع في إيران في قسم. يقدر عدد سكانها بـ 5,056 نسمة .